# Burrwood

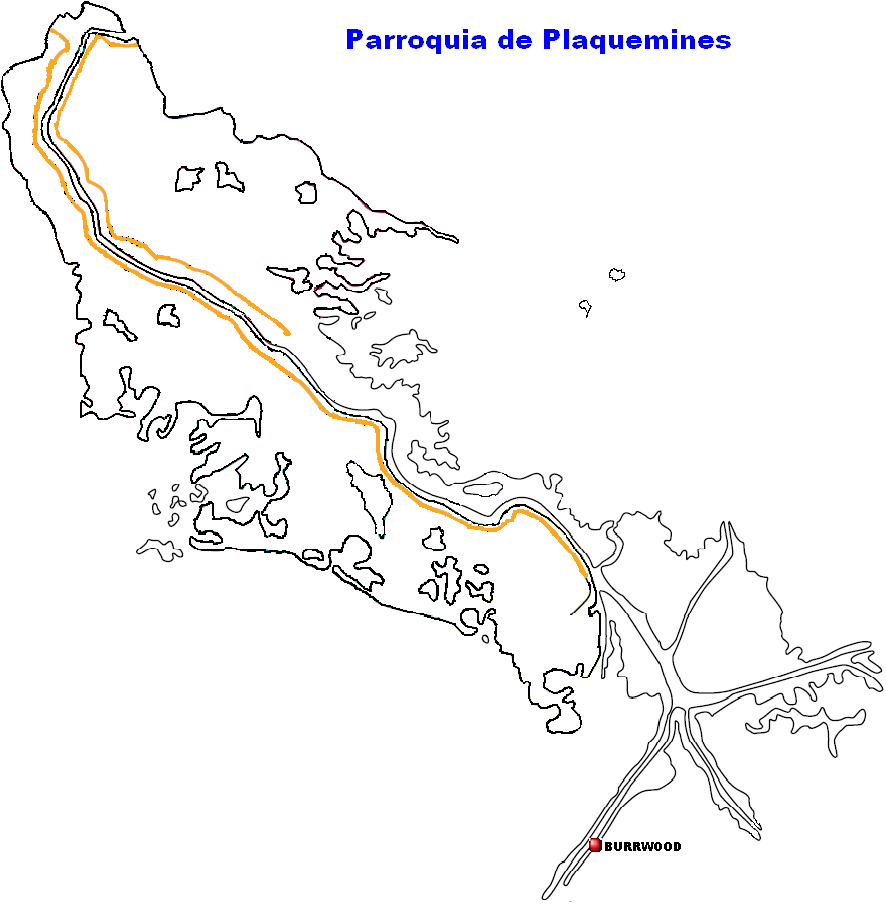
Ubicación de Burrwood en la Parroquia de Plaquemines.

Burrwood es una comunidad localizada en la parroquia de Plaquemines, Luisiana, Estados Unidos. Burrwood es la comunidad ubicada más al sur el delta del río Misisipi. En la actualidad se encuentra totalmente deshabitada, estando la mayoría de su territorio parcialmente o totalmente sumergida por la erosión costera.
Esta localidad se encuentra ubicada entre las siguientes coordenadas: 28°58′05″N 89°22′39″O / 28.96806, -89.37750

## Historia

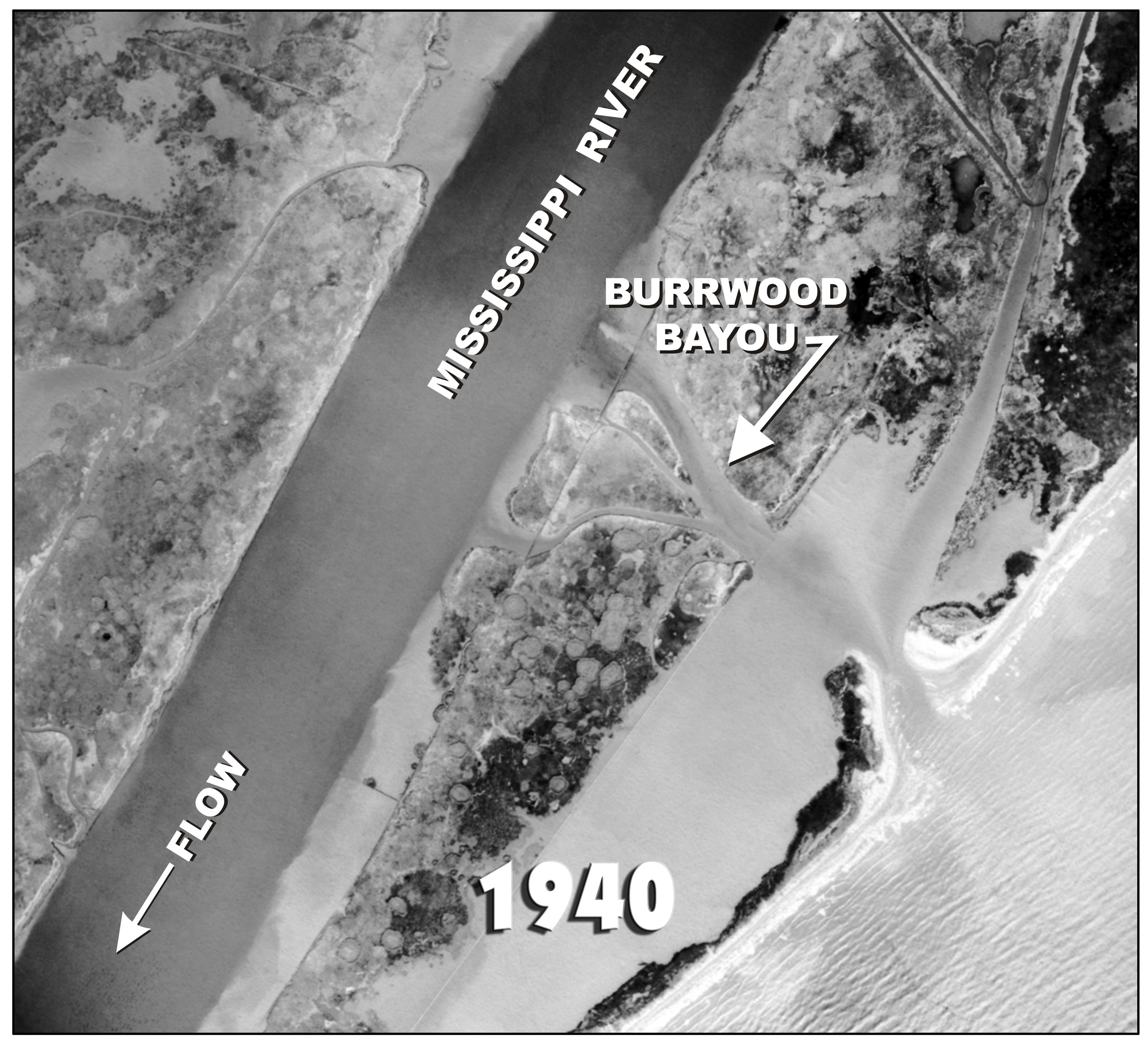
Foto aérea de Burrwood tomada en 1940.

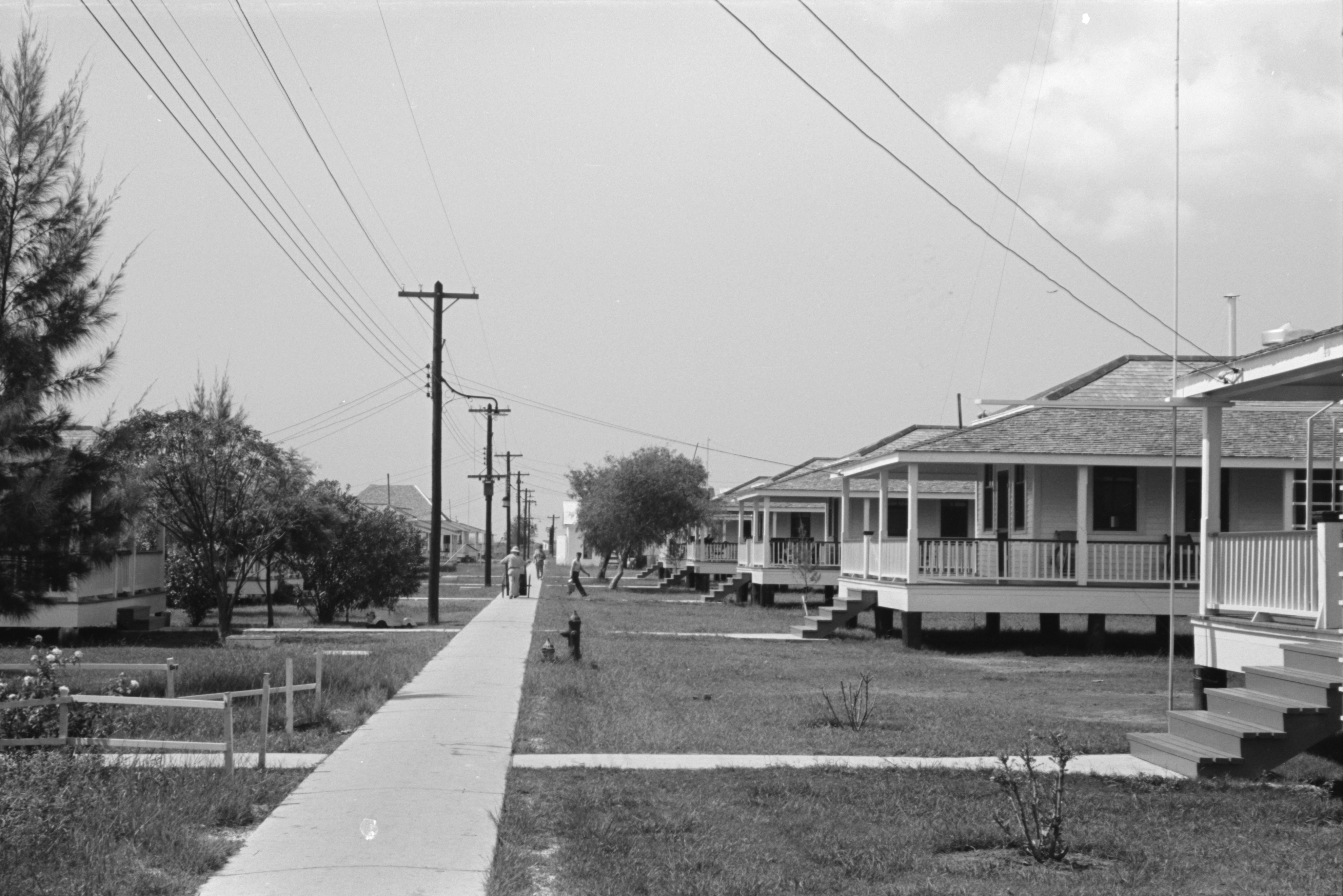
Fila de casas de campo, Burrwood, Luisiana.

Situado en el suroeste de Paso del río Misisipi, se creó una base naval conocida como "Burrwood Naval Section Base" durante la Segunda Guerra Mundial para controlar la presencia de naves enemigas y submarinos en el golfo de México y para supervisar el tráfico que entra a la desembocadura del río. La construcción de la base comenzó en 1941 y la base se puso en comisión el 15 de diciembre de 1941, con el Teniente Comandante NJ Ashley . El Cuerpo de Ingenieros del Ejército construyó una torre de aproximadamente 120 pies de altura con una plataforma encima de la cisterna en que se apoyó otra torre de 75 pies más pequeños de alto. Aquí se inspeccionaban barcos procedentes de Nueva Orleans y Baton Rouge.
En 1942, el Ejército de los EE. UU. creó piezas de artillería pesada (obuses móviles) a ambos lados del río en Burrwood. Las armas tenían un alcance de aproximadamente nueve millas. El Ejército también estableció una segunda torre de vigilancia en el Paso Sur cerca de Port Eads. La base de muelles pesados son capaces de apoyar no sólo los barcos de piloto civil, remolcadores, dragas, embarcaciones de patrulla, sino también, sub cazadores, minas, barcos PT, y buques tan grandes como destructores.